# ديفيد هولت
ديفيد هولت (بالإنجليزية: David Holt)‏ (26 فبراير 1952 في المملكة المتحدة - 15 يونيو 2003 بويلينغتون في نيوزيلندا) هو لاعب كرة قدم بريطاني في مركز الدفاع. لعب مع أولدهام أثلتيك ونادي بوري ونادي بيرنلي.

## وصلات خارجية
- ديفيد هولت على موقع قاعدة بيانات كرة القدم.إي يو (الإنجليزية)